# Гуменницька сільська рада
Гуменницька сільська рада — колишня адміністративно-територіальна одиниця та орган місцевого самоврядування у Коростишівському районі Малинської і Волинської округ, Київської й Житомирської областей Української РСР та України з адміністративним центром у с. Гуменники.

## Населені пункти
Сільській раді були підпорядковані населені пункти:
- с. Гуменники
- с. Червоний Ровець

## Населення
Відповідно до результатів перепису населення СРСР, кількість населення ради, станом на 12 січня 1989 року, становила 686 осіб.
Станом на 5 грудня 2001 року, відповідно до перепису населення України, кількість мешканців сільської ради становила 509 осіб.

## Склад ради
Рада складалась з 12 депутатів та голови.

### Керівний склад сільської ради
| ПІБ                         | Основні відомості                                                         | Дата обрання | Дата звільнення |
| --------------------------- | ------------------------------------------------------------------------- | ------------ | --------------- |
| Черненко Віталій Михайлович | Сільський голова, 1966 року народження, освіта, член народної партії      | 26.03.2006   | 31.10.2010      |
| Грищенко Роман Юрійович     | Сільський голова, 1985 року народження, освіта вища, член Партії регіонів | 31.10.2010   |                 |

Примітка: таблиця складена за даними джерела

## Історія
Створена 1923 року в с. Гуменники Коростишівської волості Радомисльського повіту Київської губернії. 7 березня 1923 року увійшла до складу новоствореного Коростишівського району Малинської округи. Станом на 31 січня 1928 року на обліку числяться хутори Ферма та Червоний Ровець. На 1 жовтня 1941 року х. Ферма облікується в складі Старосільської сільської ради Коростишівського району.
Станом на 1 вересня 1946 року сільська рада входила до складу Коростишівського району Житомирської області, на обліку в раді перебувало с. Гуменники. Х. Червоний Ровець в довіднику пропущено.
На 1 січня 1972 року сільська рада входила до складу Коростишівського району Житомирської області, на обліку в раді перебували села Гуменники та Червоний Ровець.
У 2019 році територію та населені пункти ради приєднано до складу Старосілецької сільської територіальної громади Коростишівського району Житомирської області.